# Schlacht bei Dimdim
Die historische Schlacht zwischen Kurden und dem Safawidenreich fand in den Jahren 1609 und 1610 statt. Da die kurdischen Emirate in Ostkurdistan sich nicht unter Obhut der safawidischen Zentralherrschaft stellen wollten, beschloss das Safawidenreich, diese militärisch zu unterwerfen.
Die Schlacht fand um eine Festung statt, die Dimdim genannt wurde. Im Jahre 1609 wurde die ruinenhafte Festung durch Emîr Xan Lepzêrîn, Herrscher von Beradost, wiedererrichtet. Er versuchte, die Unabhängigkeit seines Fürstentums angesichts der Angriffe des Osmanischen Reiches und des Safawidenreiches beizubehalten. Die Neuerrichtung von Dimdim galt als eine Bewegung zur Unabhängigkeit, um den Safawiden trotzen zu können. Viele Kurden, einschließlich der Herrscher von Mukriyan (Mahabad), sammelten sich um den Emîr. Nach einem langen und blutigen Kampf, der von dem Großwesir der Safawiden, Hatem Beg, geführt wurde, wurde Dimdim eingenommen. Alle Verteidiger wurden hingerichtet.
Obwohl persische Historiker die Schlacht bei Dimdim als Resultat des kurdischen Verrats oder der kurdischen Auflehnung darstellen, wird die Schlacht in den mündlichen Überlieferungen (Beytî dimdim), literarischen Arbeiten und kurdischer Geschichtsschreibung als Kampf der Kurden gegen Fremdherrschaft gesehen. Feqiyê Teyran  schrieb während des 17. Jahrhunderts die ersten Aufzeichnungen über die Schlacht. Ereb Şemo schrieb im 20. Jahrhundert einen Roman mit dem  Titel Dimdim. 

## Auswirkungen
Die Kurden wurden nach der Niederlage nach Chorasan deportiert und an ihrer Stelle die türkischen Afscharen angesiedelt. Nach Emirhan Lepzerins Niederlage gegen den Großwesir Hatem Beg ordnete Schah Abbas ein Massaker an der Bevölkerung von Beradost und Mahabad an.

## Weblink
- Amir Hassanpour: Dimdim. In: Ehsan Yarshater (Hrsg.): Encyclopædia Iranica. (englisch, iranicaonline.org [abgerufen am 20. Mai 2013] mit Literaturangaben).